# Franco Ciferri
Franco Ciferri war ein italienischer Filmschaffender. 
Ciferri war Produktionsleiter bei zwei Filmen von Antonio Margheriti Ende der 1960er Jahre und schrieb 1974 das Exposé zu einem Kriminalfilm. Im selben Jahr inszenierte er unter dem Pseudonym Frank Farrow die von der Kritik völlig verrissene Westernkomödie La pazienza ha un limite… noi no!, die fälschlicherweise manchmal Armando Morandi zugeschrieben wird. Beim 1978 erschienenen Film Il commissario Verrazzano wirkte er bei der Drehbucherstellung mit.